# Austro-Daimler
Австро-Даймлер (Austro-Daimler) — австрийское подразделение компании Даймлер (Daimler).

## История
В 1899 году в Австро-Венгрии начало свою работу австрийское подразделение компании Даймлер, специализацией которого должно было быть производство и продажа тягачей, грузовиков — «Австро-Даймлер». Но технический директор подразделения, сын основателя концерна, принял решение производить и выпускать также легковой автомобиль, укомплектованный двигателем с двумя цилиндрами общим объёмом 1,4 литра.

## Деятельность
В 1905 году во главе компании «Австро-Даймлер» становится Фердинанд Порше, который смог наладить производство ещё нескольких автомобилей и обеспечить автопроизводителю финансовую независимость от материнской компании. Спустя ещё пять лет состоялась презентация модели авто «Принц Генрих» — автомобиль с открытым кузовом для четверых человек. Машина была оснащена силовым агрегатом с верхним клапаном объёмом 5,7 литра, мощностью 40 лошадиных сил. Спустя ещё год появилась модель 35/60, которая была укомплектована мотором объёмом 7 литров, обеспечивающим мощность 60 лошадиных сил.
В 1923 году место Ф. Порше занял новый руководитель Рабе, который приложил свои силы к совершенствованию моделей ADM, не выведенных к тому времени в серийное производство. На автомобили этой серии устанавливали двигатели объёмом 2,5 — 3 литра, которые давали мощность до 80 лошадиных сил. Однако после этих инноваций на рынок поступил только один спорткар ADM-3, обладавший мощностью 100 лошадиных сил. В конце 1920-х автомобиль принимал участие во многих европейских спортивных гонках и неизменно занимал первые места.
Обновленная модель авто ADR сменила начавшую устаревать ADM-3. Особенностью нового авто была независимая подвеска и кузов турбинообразной формы, который позволял уменьшить лобовое сопротивление.
В 1929 году состоялась презентация модели автомобиля ADR6, которая по своим техническим показателям и внешнему виду могла стать конкуренткой многим английским авто премиум-класса. Машина оснащалась мотором объёмом 3,6 л, дававшим мощность 120 лошадиных сил. Спустя год было запущено проектирование модели ADR8, но сложная финансовая обстановка компании вынудила руководство принять решение остановить разработки, возобновить сотрудничество с Daimler и продолжить выпуск грузовых автомобилей.
В 1934 году прекратилось производство всех легковых гражданских автомобилей, поскольку концерн не мог предоставить потребителям недорогую модель, а спустя ещё два года было принято решение полностью закрыть австрийское подразделение.
С 1973 года производственная территория была выкуплена концерном Даймлер, и после проведения ряда модернизаций там начался выпуск грузовиков Мерседес-Бенц. На сегодняшний день на этом заводе осуществляется производство большинства автомобилей Мерседес-Бенц, которые выпускаются для продажи на европейских рынках.
- Австро-Даймлер М12 буксирует М11 с расчётом, на двух прицепах, 1914 год.
- Австро-Даймлер М12 буксирует М11, на двух прицепах, 1916 год.
- Австро-Даймлер М17 или «Голиаф»  буксирует М11, 1917 год.